# 西野優輝
西野 優輝（にしの ゆうき、1971年12月6日 - ）は、日本の元モデル、タレント、レースクイーンである。本名同じ。愛称は、女臣。

## 人物
兵庫県尼崎市出身。兵庫県立尼崎小田高等学校を経て、帝塚山学院短期大学中退。
主にレースクイーンとして活動していたが、1997年（平成9年）にはテレビのバラエティー番組、『ワンダフル』（TBS）における「ワンギャル」のひとりとなり、同番組にレギュラー出演した。好きな言葉は、「Tomorrow is another day」、趣味はスノーボードと洋裁である。

### 家族
ひとりっこ。母は洋子。祖母はスミコである。愛猫はどら猫のけるる。

## レースクイーン
- 1995年、Kawasaki KAZE GAL
- 1996年、Kawasaki KAZE GAL
- 1996年、エイベックスイメージガール
- 2000年、デンソーサーキットレディ
- 2001年、デンソーサーキットレディ
- 2002年、Weds Sport RACING PROJECT BANDOH レースクイーン

## テレビ番組
- 紳助の人間マンダラ（関西テレビ）
- どんまい!! VARIETYSHOW&SPORTS（日本テレビ）
- 『嵐のNEMOTO組』 （関西テレビ）
- 『リビドーの乱』 （朝日放送）
- 見た目が勝負!?（テレビ東京）
- ワンダフル（TBS）

## CM
- 食糧庁「ごはん食推進委員会」
- 江崎グリコ「キスミントガム」

## グラビア
- スコラ
- ビッグコミックスピリッツ

## リリース
- CD「イヤイヤ気分をふっとばせ!」（avex trax）